# Castelvenere
Castelvenere là một đô thị ở tỉnh Benevento, vùng Campania, của Ý. Đô thị này là một thành viên của Nhóm hành động địa phương Titerno. 